# Блеро, Эрнест
Эрнест Блеро (фр. Ernest Blerot; 21 февраля 1870[…], Иксель — 19 января 1957, Иксель) — бельгийский архитектор. Был одним из самых плодовитых брюссельских архитекторов в стиле ар-нуво своего времени, а также работал застройщиком. Большая часть его работ была создана в период с 1897 по 1909 год и, в частности, с 1898 по 1904 год, когда он построил около пятидесяти домов.

## Биография

### Родители
Эрнест Блеро родился 21 февраля 1870 года в Икселе в буржуазно-католической семье. Он был средним ребенком в семье из трех человек. Его отец Жозеф Эрнест Блеро, был фармацевтом. Мать — Жанна Мелани.

### Ранние годы
Ему было четырнадцать лет, когда он реализовал систему, аналогичную концепции замков Йельского университета. Увлекаясь пешим туризмом, он регулярно ездил в Альпы в Швейцарии. Он получил степень магистра архитектуры в бывшей архитектурной школе в кампусе Синт-Лукас в Шаарбеке.

### Семья
Блеро женился на Ивонн де Геус д’Эльзенвалль 25 июля 1912 года в Икселе. Ивонн де Геус д’Эльзенваль родилась 26 сентября 1893 года в Икселе и умерла в своем родном городе 5 декабря 1951 года.

## Архитектор

### Особенности
Эрнест Блеро не стремился изобретать архитектуру заново, в отличие от Виктора Орта. Архитектурный замысел его проектов несколько отличался от классического образца брюссельских односемейных домов того времени, что отчасти определялось установлением правил, устанавливающих ширину и глубину участков в новых жилых кварталах, шестиметровый фасад глубиной около пятнадцати метров. Дома среднего класса часто состояли из полуподземного уровня для обслуживания (кухонный погреб), далее шел приподнятый «первый этаж» который состоял из трех смежных комнат и с двумя этажами спален.
Основная часть построек архитектора сосредоточена на нескольких улицах и кварталах в виде групп рядных домов, наиболее важной из которых является серия из семнадцати домов, занимающих одну сторону улицы. Эта линейность расположения домов, позволила сохранить однородность ансамбля зданий и помогла значительно сократить время и стоимость строительства. Этот подход к строительству сделал дома, спроектированные Блеро, доступными для мелкой буржуазии, среди которой он был очень популярен. Для каждого дома Блеро разработал отдельный фасад, каждый внутренний и внешний декоративный элемент был изготовлен по индивидуальному заказу. Он проектировал свои элементы с тщательным вниманием к деталям: витражи, сграффито, декоративные изделия из железа, мозаику, предметы деревянной мебели или дверные ручки.

### Предпринимательство
Эрнест Блеро сохранил некоторые из построенных им домов в своей частной собственности, которые сдавал в аренду, что позволило ему за короткое время разбогатеть. В последующие годы, когда интерес публики к модерну начал снижаться, ему было трудно приспособиться к новым потребностям, и он прекратил свою деятельность.

### После Первой мировой войны

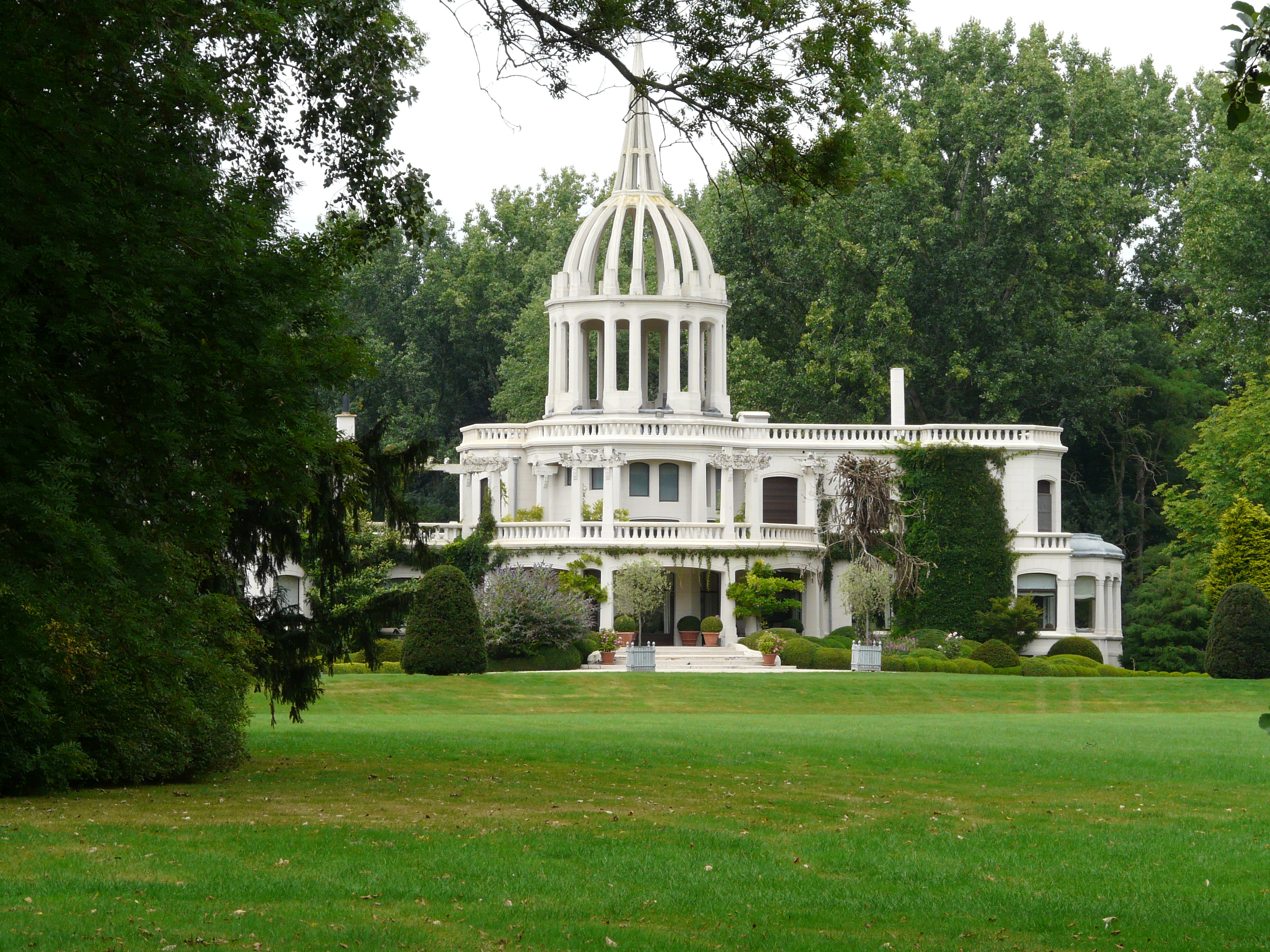
Замок Эльзенвалле в Воормезеле

В 1919 году Эрнест Блеро посвятил себя реконструкции замка Эльзенвалле в районе Ипра, унаследованный от семьи его жены.
В конце своей жизни, увлечённый механическими вещами, он проектировал прототипы автомобилей.
Он умер 19 января 1957 года в своем особняке, расположенном недалеко от прудов Иксель, и был похоронен в Воормезеле, недалеко от Ипра.